# Зварич, Роман Михайлович
Рома́н Миха́йлович Зва́рич (Зва́рыч) (укр. Роман Михайлович Зварич; род. 20 ноября 1953, Йонкерс, США) — украинский политический и государственный деятель, депутат Верховной рады Украины нескольких созывов, министр юстиции Украины в 2005 и 2006 годах.

## Биография
Родился 20 ноября 1953 года в Йонкерс (штат Нью-Йорк, США). Учился в греко-католической и римско-католических школах, с 1971 по 1976 год изучал общественные науки в Манхэттенском колледже (Manhattan College), а затем поступил в Колумбийский университет (Columbia University) на курс советологии. В 1978 году отчислился из него, магистерских и докторских степеней не получал, а следовательно, не мог иметь звание профессора и не занимался юридической практикой в США, хотя в Нью-Йоркском университете работал адъюнкт-преподавателем курса «человек и общество».
В одном интервью Зварыч утверждал, что в 1979 году перестал заниматься наукой и переехал в ФРГ, где в Мюнхене стал личным секретарём у главы Организации украинских националистов Ярославы Стецько, жены Ярослава Стецько, занимался подготовкой людей для связи с националистическим подпольем на Украине. Впоследствии Ярослава называла Зварыча своим наследником.
С 1991 года живёт в Украине. В 1993 году отказался от гражданства США, с января 1995 года — гражданин Украины.
С 1998 года — депутат Верховной Рады. Представитель прозападного крыла в блоке «Наша Украина».
С февраля по сентябрь 2005 года — министр юстиции Украины (в правительстве Юлии Тимошенко). Впоследствии — руководитель юридического департамента избирательного блока «Наша Украина», заместитель руководителя предвыборного штаба блока.
С августа по ноябрь 2006 года — министр юстиции Украины (в правительстве Виктора Януковича).
Образование высшее (по данным Верховной Рады и ЦИК Украины).

## Деятельность в правительстве Тимошенко
Вскоре после своего назначения в феврале 2005 года заявил, что намерен пересмотреть условия обеспечения и обслуживания бывшего президента Украины Леонида Кучмы. Его поддержала премьер Юлия Тимошенко, которая считает, что предыдущее правительство превысило свои полномочия, принимая постановление о выделении Кучме охраны, водителей и обслуживающего персонала.
19 января 2005 года и. о. премьера Николай Азаров подписал правительственное постановление, по которому Кучма получил денежное содержание, двух помощников, советника, охрану, а также дачу и два автомобиля в пожизненное пользование.
Вечером 16 февраля 2005 года Роман Зварич заявил о собственной отставке, но уже на следующий день президент Виктор Ющенко отказал ему, заметив, что «находить согласие — задача команды и в первую очередь главы правительства».
Мотивируя своё решение, Зварич сообщил, что «бизнесмены, которые являются народными депутатами и имеют очень сильные позиции в нефтеперерабатывающей сфере, напрямую вмешивались в работу моего ведомства». При этом он сразу дал понять, что готов отыграть ситуацию назад, отметив, что это «будет зависеть исключительно от позиции премьер-министра Юлии Тимошенко».
Причиной отставки наблюдатели называли несогласие Зварича с решением нового кабинета о запрете реэкспорта нефти с территории Украины, проводившегося российскими компаниями (см. Внутренняя политика Украины, «Экономическая деятельность правительства»). По слухам, прямо на заседании правительства министр экономики Сергей Терехин якобы обвинил Зварича в личной заинтересованности в сохранении реэкспорта.
Называлась и фамилия человека, пытавшегося оказать давление на Министерство юстиции — это депутат Игорь Еремеев (лидер фракции Народной партии Владимира Литвина). До избрания в Верховную Раду руководил волынской бизнес-группой «Континиум», которая контролирует 43 % акций нефтеперерабатывающего завода «Галичина». Он также владел сетью АЗС.
В связи с отставкой правительства Юлии Тимошенко тоже ушёл из кабинета министров в аппарат партии Народный Союз «Наша Украина», где возглавил юридический департамент избирательного блока «Наша Украина» и стал заместителем руководителя предвыборного штаба блока.

## «Наша Украина»
После парламентских выборов 2006 года принимал активное участие в создании «оранжевой» правительственной коалиции (БЮТ — «Наша Украина» — СПУ), а после её распада — в переговорах с представителями «антикризисной коалиции» (Партия регионов — КПУ — СПУ) о вхождении «Нашей Украины» в неё и создании «широкой коалиции».
При создании кабинета министров Виктора Януковича, по настоянию президента Виктора Ющенко, вошёл в него в качестве министра юстиции. Назначение принял, но заявил журналистам, что «не согласен со схемой [распределения министерских портфелей], которая сейчас предложена, и мне кажется, что президентский принцип [сдержек и противовесов] не выдержан… Мое участие в правительстве зависит от того, насколько быстро и эффективно фракция „Нашей Украины“ может быть интегрирована в парламентскую коалицию».
Позднее в связи с провалом переговоров о вхождении «Нашей Украины» в «антикризисную коалицию» и отзывом её представителей из правительства Виктора Януковича покинул кабинет министров и был назначен представителем президента Ющенко в Верховной Раде, являясь им до 6 августа 2007 года.
Народный депутат Украины VI созыва (избран под № 36 в списке блока «Наша Украина — Народная самооборона»). Глава подкомитета по вопросам стандартов законодательной деятельности комитета ВР по вопросам правовой политики.
Летом 2014 года Зварич записался в полк «Азов», позже стал руководителем его гражданского корпуса.
На внеочередных парламентских выборах 2014 года не был избран в Верховную Раду, баллотируясь под № 82 по списку Блока Петра Порошенко. С апреля 2018 года стал депутатом Верховной Рады.
1 ноября 2018 года были введены российские санкции против 322 граждан Украины, включая Романа Зварыча.

## Скандал сдипломом
В 2005 году разгорелся скандал, связанный с образованием Р. Зварича. Начало ему было положено расследованием журналистов «Украинской правды», которые пришли к выводу, что Роман Зварич не имеет той научной степени, которая отмечена в его официальной биографии. Примечательно, что и сам Р. Зварич в эксклюзивном интервью «The Ukrainian Weekly» сознавался, что он «не получал ни диплома магистра, ни докторской степени (степень кандидата наук по квалификации украинской образовательной системы) в Колумбийском университете, не имеет звания профессора Нью-Йоркского университета», которое он указывал в своей биографии, а также «не имеет формального юридического образования» (хотя при этом был министром юстиции Украины) и, также, «не закончил свою диссертацию и жалеет об этом».

## Авария на трассе «Киев — Чоп»
18 октября 2015 года произошло дорожно-транспортном происшествии с участием Романа Зварича на трассе «Киев — Чоп». По информации гражданского корпуса «Азов», автомобиль Зварыча пытались столкнуть с трассы неустановленные автомобили, передвигавшиеся кортежем с проблесковыми маячками. С места ДТП эти автомобили исчезли. В результате столкновения с грузовиком автомобиль Зварыча загорелся, а грузовик перевернулся. Пресс-служба «Азова» сообщает, что состояние Зварыча и водителя грузовика удовлетворительное.
Некоторое время сотрудничал с организацией "Гражданский корпус Азова".

## Семья
Женат, супруга — Светлана Викторовна Ковалевская (род. 1963), сын — Богдан (род. 1986).